# Dirk-Jan Budding
Dirk-Jan Budding (Driebergen-Rijsenburg, 21 september 1944) is een Nederlands predikant binnen de PKN, schrijver en oud-partijvoorzitter van de SGP. Budding is woonachtig te Waarder.

## Biografie
Voor zijn aanvaarding van het predikantschap was Budding werkzaam in de administratieve sector, waaronder een aantal jaren als assistent-accountant. Daarnaast was hij medeoprichter van het Reformatorisch Dagblad in 1971 en vanaf 1985 is hij voorzitter van de Stichting Evangelisatie Limburg, een stichting waar hij tot op heden bestuurlijk bij betrokken is. Budding groeide op in een gezin dat kerkte bij de Christelijke Gereformeerde Kerk, en kwam door toedoen van ds. Frans Bakker op 17-jarige leeftijd tot bekering. Als 16-jarige wilde hij niets van God en de kerk weten. Later voelde hij zich geroepen predikant te worden en stapte over naar de Nederlandse Hervormde Kerk. Op 29-jarige leeftijd startte Budding de theologische studie voor het predikantschap aan de Rijksuniversiteit Utrecht.
Budding diende tussen 1978 en 2008 een viertal gemeenten in Nederland. De laatste jaren voor zijn emeritaat diende hij de Amerikaanse Providence Reformed Church (RCA) in Grand Rapids. Van november 2010 tot en met december 2019 verleende Budding bijstand in het pastoraat voor de hervormde wijkgemeente van bijzondere aard in Vriezenveen. Daarnaast was Budding sinds 1993 partijvoorzitter voor de SGP. In januari 2001 werd de functie van partijvoorzitterschap gesplitst. Vanaf toen nam W. Kolijn de politieke-organisatorische taken van hem over. Op 28 februari 2004 werd hij opgevolgd door Adri van Heteren. De functie van de eerstgenoemde zou bekend komen te staan als partijvoorzitter, terwijl de laatstgenoemde de benaming algemeen voorzitter kreeg. Budding was kandidaat voor de Tweede Kamerverkiezingen in 1998, 2002, 2003 en 2006.